# Anna Strigl
Anna Strigl (* 14. März 1997 in Innsbruck) ist eine österreichische Influencerin, Autorin, Model und Reality-TV-Teilnehmerin. Mit mehreren Millionen Followern zählt sie zu den einflussreichsten Influencern Österreichs.

## Leben und Wirken
Anna Strigl wurde in Innsbruck geboren und wuchs im Tiroler Ötztal auf. Strigl studierte International Business und Management in Wien und am Management Center Innsbruck und schloss ihr Studium mit dem Bachelor ab. Heute ist sie als Influencerin auf den Plattformen Instagram, Tiktok und Youtube tätig und lebt in Innsbruck.
Im Jahr 2020 war sie als eine der Protagonisten im Musikvideo zu Chris Stegers Zefix zu sehen. Am 1. April 2024 erschien ein Trailer für eine neue Miniserie namens Am Wörthersee, in der neben bekannten österreichischen Schauspielern auch Anna Strigl zu sehen war. Der Trailer stellte sich später als Aprilscherz und PR-Stunt für die Region Wörthersee heraus.
Als Model trat sie auf der Berlin Fashion Week auf.
Einer größeren Öffentlichkeit wurde sie 2023 aufgrund ihrer Teilnahme in der ersten Staffel der Netflix-Produktion Too Hot to Handle: Germany bekannt.
Von März bis Mai 2025 nahm sie an der Seite von Profitänzer Herbert Stanonik an der ORF-Tanzshow Dancing Stars teil und schied im Halbfinale aus.

## Filmografie
- 2023: Too Hot to Handle: Germany (Netflix)
- 2024: The 50 (Amazon Prime)[1][20]
- 2024: Anna liebt Abenteuer (Joyn)[2]
- 2025: Dancing Stars (ORF1)

## Literarische Werke
- Annas Haircare-Hacks: 101 nachhaltige Tipps und Tricks für gesunde Haare. edition a, Wien 2023, ISBN 978-3-99001-657-2.